# Eudorylas attenuatus
Eudorylas attenuatus är en tvåvingeart som först beskrevs av Yang och Xu 1989.  Eudorylas attenuatus ingår i släktet Eudorylas och familjen ögonflugor. Inga underarter finns listade i Catalogue of Life.